# 4484-es busz
A 4484-es jelzésű autóbuszvonal egy Tiszaújváros és Egyek között közlekedő helyközi járat, amelyet a Volánbusz Zrt. üzemeltet Polgár és Tiszacsege érintésével.

## Útvonala
Tiszaújváros autóbusz-állomásról indul. Először a művelődési házat érinti, majd a 35-ös főúton Polgár felé hagyja el a járásközpontot, előtte néhány indítás vagy kitér vagy végállomásozik a petrolkémiánál. Polgáron az autóbusz-váróterem után az egyeki elágazásban a 3315-ös mellékúton halad tovább. A vonal 17. kilométerénél Folyásra érkezik, majd azt követi Újszentmargita. 10 kilométerrel arrébb található Tiszacsege. Munkanapokon 2; tanszünetben munkanapokon 2 indítás kivételével semelyik nem kitérés szempontjából érinti a tiszacsegei Termálstrandot, a járatok végállomásoznak itt általában, de több esetben a városházánál. Az összes busz kitér Nagymajorra, 10 perc múlva ér Egyek nagyközség területére. Egy polgári szóló Egyek Félhalom településrészéig közlekedik. A vonal végállomása a falu vasútállomása.

## Közlekedése
Indításszáma magas, ellenben kevés járat járja végig a 60 kilométeres utat. Egyek vasútállomásán vasúti csatlakozást nyújt a legtöbb esetben Füzesabony és Debrecen felé, illetve az onnan érkezőknek.
| Útvonala                                       | Indításszáma    | Közlekedése               |
| ---------------------------------------------- | --------------- | ------------------------- |
| Tiszaújváros, aut. áll. – Tiszacsege, fürdő    | 4 oda, 3 vissza | tanítási napokon          |
| Tiszaújváros, aut. áll. – Tiszacsege, fürdő    | 3 oda, 2 vissza | tanszünetben munkanapokon |
| Tiszaújváros, aut. áll. – Tiszacsege, fürdő    | 2 pár           | szombaton                 |
| Tiszaújváros, aut. áll. – Tiszacsege, fürdő    | 1 pár           | munkaszüneti napokon      |
| Tiszaújváros, MOL aut. vt. – Tiszacsege, fürdő | 1 oda, 2 vissza | munkanapokon              |
| Tiszaújváros, MOL aut. vt. – Tiszacsege, fürdő | 3 pár           | hétvégén                  |
| Polgár, aut. vt. – Egyek, Fő tér               | 1 oda, 2 vissza | tanítási napokon          |
| Polgár, aut. vt. – Egyek, Fő tér               | 1 pár           | tanszünetben munkanapokon |
| Polgár, aut. vt. ➝ Egyek, Félhalom             | 1 oda           | munkanapokon              |
| Polgár, aut. vt. – Egyek, vá.                  | 3 pár           | tanítási napokon          |
| Polgár, aut. vt. – Egyek, vá.                  | 3 oda, 4 vissza | tanszünetben munkanapokon |
| Polgár, aut. vt. – Egyek, vá.                  | 3 pár           | hétvégén                  |
| Tiszacsege, városháza – Egyek, vá.             | 4 pár           | munkanapokon              |
| Tiszacsege, fürdő – Egyek, vá.                 | 1 pár           | munkanapokon              |

## Megállóhelyei
| 0                                                                                  | Tiszaújváros, autóbusz-állomás végállomás                 | 0.0 km  | 1, 1A, 2, 3 1055, 1370, 1372, 1373, 1374, 1410, 1426, 1427, 1428 3731, 3733, 3737, 3739, 3744, 3745, 3752, 3952, 3960, 3963, 3965, 3966, 3967, 3968, 3969, 3970, 3971, 3974, 3975, 4008, 4009, 4240, 4241 |
| Munkanapokon 1 indítás nem érinti.                                                 |                                                           |         | |
| 1                                                                                  | Tiszaújváros, művelődési ház                              | 0.6 km  | 2, 3 3731, 3733, 3737, 3739, 3744, 3745, 3952, 3960, 3963, 3965, 3966, 3968, 3970, 3971, 3975, 4008, 4240, 4241                                                                                           |
| 2                                                                                  | Tiszaújváros bejárati út                                  | 1.2 km  | 2 1369, 1370, 1372, 1410, 1426, 1427, 1428, 1450 3731, 3733, 3737, 3739, 3744, 3745, 3952, 3960, 3963, 3964, 3965, 3966, 3968, 3970, 3971, 3975, 4008, 4240, 4241                                         |
| Naponta 5 indítás érinti.                                                          |                                                           |         | |
| ∫                                                                                  | Tiszaújváros, MOL autóbusz-váróterem vonalközi végállomás | ∫       | 1450 3731, 3733, 3737, 3745, 3952, 3960, 3963, 3964, 3965, 3966, 3968, 3970, 3971, 3975, 4008, 4240 |
| 2                                                                                  | Tiszaújváros bejárati út                                  | 1.2 km  | 2 1369, 1370, 1372, 1410, 1426, 1427, 1428, 1450 3731, 3733, 3737, 3739, 3744, 3745, 3952, 3960, 3963, 3964, 3965, 3966, 3968, 3970, 3971, 3975, 4008, 4240, 4241                                         |
| 3                                                                                  | Tiszaújváros, Volán-telep                                 | 2.0 km  | 2 1369, 1370, 1372, 1410, 1450 3739, 3952, 3960, 3963, 3964, 3965, 4008, 4240, 4241 |
| Tanítási napokon 4; tanszünetben munkanapokon 2; szombaton 2 indítás nem érinti.   |                                                           |         | |
| ∫                                                                                  | Tiszaújváros, Dózsa György utca                           | ∫       | 3 1369, 1450 3952, 3960, 3963, 3964, 3965, 4008, 4240 |
| 4                                                                                  | Tiszapart városrészi elágazás                             | 4.0 km  | 2 1369, 1370, 1372, 1410, 1450 3739, 3952, 3960, 4240, 4241 |
| 5                                                                                  | Tiszaújváros, Tiszagát őrház                              | 5.8 km  | 1369, 1450 3739, 3952, 3960, 4240, 4241 |
| 6                                                                                  | Polgári tanyák                                            | 7.9 km  | 1369, 1450 3739, 3952, 3960, 4240, 4241 |
| 7                                                                                  | Polgár, strandfürdő                                       | 8.8 km  | 1369, 1370, 1450 3739, 3952, 3960, 4240, 4241 |
| 8                                                                                  | Polgár, autóbusz-váróterem vonalközi végállomás           | 10.0 km | 1055, 1369, 1370, 1372, 1373, 1374, 1410, 1426, 1427, 1428, 1450 3739, 3952, 3960, 4240, 4241, 4463, 4482, 4488                                                                                           |
| 9                                                                                  | Polgár, vasútállomás bejárati út                          | 11.7 km | 1372, 1410, 1450 3960, 4240, 4463, 4482 |
| 10                                                                                 | Polgár, Vörösmarty utca                                   | 12.4 km | 1450 3960, 4463, 4482 |
| 11                                                                                 | Egyeki elágazás                                           | 13.4 km | 1450 |
| 12                                                                                 | Polgári halastó                                           | 14.6 km | 1450 |
| 13                                                                                 | 41-es km-kő (3315. számú út)                              | 16.4 km | 1450 |
| 14                                                                                 | Folyás, Bolyai János utca                                 | 17.7 km | 1450 |
| 15                                                                                 | Folyás, községháza                                        | 18.5 km | 1450 |
| 16                                                                                 | Bödönhát                                                  | 25.0 km | 1450 |
| 17                                                                                 | Újszentmargita, temető                                    | 26.3 km | 1450 |
| 18                                                                                 | Újszentmargita, Rákóczi utca                              | 27.1 km | 1450 |
| 19                                                                                 | Újszentmargita, autóbusz-váróterem                        | 28.0 km | 1450 4451, 4452, 4453 |
| 20                                                                                 | Újszentmargita, Szélső utca                               | 28.9 km | 1450 4451, 4452, 4453 |
| 21                                                                                 | Cserepes                                                  | 32.7 km | 1447, 1450 4451, 4452, 4453 |
| 22                                                                                 | Tiszacsege, vasútállomás                                  | 38.1 km | 1447, 1450 4451, 4452, 4453 |
| 23                                                                                 | Tiszacsege, Fő utca 80.                                   | 39.0 km | 1447, 1450 4451, 4452, 4453 |
| 24                                                                                 | Tiszacsege, városháza vonalközi végállomás                | 39.5 km | 1447, 1450 4451, 4452, 4453 |
| Tanítási napokon 16; tanszünetben munkanapokon 15; hétvégén 12 indítás nem érinti. |                                                           |         | |
| 25                                                                                 | Tiszacsege, posta                                         | 40.1 km | 1450 4451, 4452, 4453 |
| 26                                                                                 | Tiszacsege, Bocskai utca 39.                              | 41.1 km | 1450 4451, 4452, 4453 |
| 27                                                                                 | Tiszacsege, fürdő vonalközi végállomás                    | 41.9 km | 1450 4452, 4453 |
| 28                                                                                 | Tiszacsege, Bocskai utca 39.                              | 42.7 km | 1450 4451, 4452, 4453 |
| 29                                                                                 | Tiszacsege, posta                                         | 43.7 km | 1450 4451, 4452, 4453 |
| 30                                                                                 | Tiszacsege, városháza vonalközi végállomás                | 44.3 km | 1447, 1450 4451, 4452, 4453 |
| 31                                                                                 | Tiszacsege, Kossuth utca 80.                              | 45.6 km | 1447 |
| 32                                                                                 | Nagymajori elágazás                                       | 49.7 km | 1447 |
| 33                                                                                 | Nagymajor                                                 | 52.5 km | – |
| 34                                                                                 | Nagymajori elágazás                                       | 55.3 km | 1447 |
| 35                                                                                 | Egyek, Telekháza                                          | 55.3 km | 1447 4487, 4489, 4490 |
| 36                                                                                 | Egyek, temető                                             | 58.2 km | 4487, 4489, 4490 |
| 37                                                                                 | Egyek, Csokonai utca 31.                                  | 59.1 km | 4487, 4489, 4490 |
| 38                                                                                 | Egyek, Fő tér vonalközi végállomás                        | 60.0 km | 1447 4487, 4489, 4490 |
| 39                                                                                 | Egyek, Fő utca 55.                                        | 60.8 km | 4487, 4489 |
| 40                                                                                 | Egyek, vasútállomás bejárati út                           | 62.0 km | 1447 4487, 4489 |
| Munkanapokon 1 indítás érkezik ide.                                                |                                                           |         | |
| ∫                                                                                  | Egyek, Félhalom vonalközi végállomás                      | ∫       | 1447 4487, 4489, 4490 |
| 41                                                                                 | Egyek, vasútállomás végállomás                            | 62.6 km | 4489, 4490 Tisza-tó sebesvonat, személyvonat – Egyek [108.] |